# Marko Milošević
Marko Milošević (Kirin Serbia: Марко Милошевић; sinh ngày 7 tháng 2 năm 1991) là một thủ môn bóng đá Serbia thi đấu cho FK Zemun.